# 关公镇
关公镇，是中华人民共和国四川省巴中市恩阳区下辖的一个乡镇级行政单位。

## 行政区划
关公镇下辖以下地区：
天官场社区、鸦雀庙社区、骡动山村、梁山村、骑龙村、清河村、永定村、松柏村、西南村、风华村、添花山村、喜鹊村、九龙村、东门村、莲花村、双桥村、元包村、独柏村、双魁村、龙台山村、老林村、宝珠观村和兰天村。